# Красимир Найденов
Красимир Цветков Найденов е български политик, член на БКП и БСП, председател на Изпълнителния комитет на Общинския народен съвет в Михайловград в периода март 1986 – февруари 1988 г.

## Биография
Роден е на 12 август 1946 г. в Михайловград в семейство на ятак на партизански отряд и шивачка. Дядо му по майчина линия е участник в Септемврийското въстание през 1923 г. Завършва основно образование в родния си град и Политехническата гимназия (днес Природоматематическа гимназия) със засилено изучаване на математика и физика. През 1969 г. завършва висше образование във ВМЕИ в София, специалност „Електрификация на транспорта“.
Започва трудовия си път в Локомотивното депо в Бургас, после е на ръководна работа в Авиоремонтния завод в Михайловград. В периода 1973 – 1977 г. е втори секретар на ОК на ДКМС в родния си град. Следва (1977 – 1979) и завършва двугодишна школа в Академията за обществени науки в Москва.
През 1980 – 1986 г. е секретар на окръжната организация на професионалните съюзи в Михайловград. Избран е за председател на ИК на ОбНС в Михайловград през март 1986 г. и остава на този пост до февруари 1988 г., след което е заместник-председател.
В началото на 90-те години е без постоянна работа, занимава се с ремонт на автомобили. В периода 1992 – 2000 г. е директор на клон Монтана на дружество „Булгарлизинг АД“. Работи като главен механик и директор по техническите въпроси на фабриката за фурнир в с. Говежда (2000 – 2005) и инженер по двигатели с вътрешно горене в „НАИД“ ЕООД в Монтана (2006 – 2010). Пенсионира се през 2010 г.

## Политическа дейност
Избран е за член и председател на ИК на ОбНС в Михайловград на сесия на ОбНС на 25 март 1986 г. Под негово ръководство се работи по изграждане на инфраструктурата, оформен е центърът на града, извършено е строителството на фонтаните на мястото на бившето водно огледало пред паметника на Септемврийците. Извършва се реконструкции на редица предприятия – Хлебозавод, Млекопреработване, Птицекланица, „Прециз“. Оказва съдействие за газификация на Завода за подова керамика и Окръжната болница. Продължава изграждането на хирургическия ѝ блок, извършват се строителни работи за реконструкция на уличната мрежа, пространствата между блоковете в кварталите „Младост“ и „Пъстрина“, корекция на р. Огоста след язовира. Извършва се проектиране на тролейбусен транспорт в града и подготовка за изграждане на общинска кабелна телевизия.
През 1987 г. се извършва преустройство в самоуправлението на стопанските предприятия в общината, утвърждава се бригадна организация на труда, стопанска сметка и самоиздръжка. През този период общинската икономика продължава да се развива успешно, увеличават се производствените фондове, изпълнява се задачата за обема на промишлената продукция, преимуществено се развива промишлеността. Внедрени са нови технологии и научни разработки. Водещо място в икономиката на общината заема производството на фитинги, подови плочки и камгарни прежди в Михайловград. Плановите задачи обаче в селското стопанство и строителството не се изпълняват, определен брой предприятия не достигат ръста на производство от предходни години. Съществува недостиг на суровини, материали и работна ръка, има неизпълнение на плана за изкупуване и слабости в организацията на производството.
В селското стопанство се прилагат нови технологии, повишена е продуктивността на селскостопанските животни, внедрява се акордната система на организация на работа, изграждат се оранжерии за производство на зеленчуци. Резултатите не са задоволителни поради състоянието на материалната база, лошите климатични условия, липсата на достатъчно работна ръка и увеличения дял на бригадирския труд.
В строителството са въведени в експлоатация обекти на завод „Мир“, „ВиК“, ТПК „Огоста“ и др. На 23 септември 1987 г. са открити тържествено Стоматологичнана поликлиника и язовир „Михайловград“ (днес: ”Огоста“) – сред най-големите язовири на Балканите с вместимост над 500 млн. куб. м вода. През същия период са построени и предадени на гражданите 538 апартамента. Изостава се на обектите: Хирургически блок, VІІІ ЕСПУ и др. Не са решени докрай въпросите за качеството на работа, трудовата и технологичната дисциплина, инвеститорския контрол и др. Текучеството е често явление поради недобрите материални и битови условия за строителните работници и недостатъчните грижи за тяхната квалификация.
Благоустрояването се извършва успоредно с дейностите по хигиенизиране и естетизиране на жизнената среда. Благоустрояват се районите с жилищни блокове, завършена е корекцията на дере в кв. Мала Кутловица и детска площадка в кв. Младост, извършва се озеленяване, изграждат се паркинги и детски съоръжения. Започва строителството на подземни гаражи с цел облекчаване на автомобилния трафик и осигуряване на безопасност на движението. Не са задоволителни темповете на изграждане на обекти за обслужване на населението в новите жилищни комплекси.
Транспортът не се развива в съответствие с потребностите на гражданите и техните изисквания. Автомобилният парк е с ниска техническа готовност, което води до неефективното му използване. Липсват подходящи условия за ремонт и поддържане на автомобилите. Доставени са нови автобуси, леки и товарни таксиметрови автомобили, ежегодно се увеличава броят на превозените пътници. Проблеми има с качеството и културата на обслужване, хигиената и отоплението в превозните средства. В железопътния транспорт се извършва електрификация на жп. участък Бойчиновци – Берковица, в който е жп гара Михайловград.
В търговията са увеличени стокооборотът и продажбите на месо и месни продукти, мляко и млечни произведения, захар, технически и др. хранителни стоки. Реконструирани са редица обекти, увеличен е броят на магазините, търговските площи и местата в заведенията за обществено хранене. Открити са: търговски комплекс „Стадиона“, магазин за сувенири и др. През почивните и празничните дни се организират съботни и неделни базари с непосредствен достъп на потребителите до изложените стоки. Пазарът все още не отговаря напълно на търсенето поради трудности в селското стопанство и неизпълнение на договорните отношения от редица доставчици. Качеството на хляба и на някои хранителни продукти не е задоволително.
Битовото обслужване се осъществява от битови комбинати, цехове, ателиета и сервизи, потреблението на техните услуги нараства непрекъснато. Осигурява се повишаване на благосъстоянието и задоволяване потребностите на населението с увеличение на средната работна заплата.
В образованието се повишава качеството и ефективността на учебната работа в училищата и на възпитателната дейност в предучилищните заведения. Осъществява се обучение на 6-годишни първокласници, внедрява се ново учебно съдържание в прогимназиалния курс. Не се решава докрай въпросът за прибиране, задържане и успешно обучение на подлежащите на задължително обучение. Започва подготовка да създаване на факултет на висше учебно заведение, като се одържавява сграда на ОК на БКП в центъра на града и на ОК на ОФ в кв. Пъстрина.
Културната дейност в общината е значителна и разнообразна по характер, осъществява се от многобройните читалищните състави и организираните прегледи на художествената самодейност. Утвърждават се традиционни културни прояви като: Априлски празници на културата, увеселителен летен празник Вечерница, празниците „Детство мое“ и Ден на Михайловград (23 септември). По повод 90-годишнината на известния композитор и диригент Дико Илиев е открита паметна плоча на дома, в който е живял - ул. "Хаджи Димитър" 16 (1988 г.).. Съществен проблем е състоянието на материалната база на читалище „Васил Коларов“ (днес: „Разум 1883“) и на музейното дело в града.
В здравеопазването е подобрена материалната база с влизане в експлоатация на новата стоматологична поликлиника.
Управлението на Красимир Найденов завършва с изборите за народни съвети на 28 февруари 1988 г.